# Nicolás Peñailillo
Nicolás Ignacio Peñailillo Acuña (Viña del Mar, 13 giugno 1991) è un calciatore cileno, centrocampista del Dep. Antofagasta.